# Trinh Chính Ông chúa
Trinh Chính Ông chúa (貞正翁主; 1595 - 1666) là ông chúa, vương tộc nhà Triều Tiên. Thứ nữ của Triều Tiên Tuyên Tổ, mẹ là Trinh tần Hồng thị, bổn quán Toàn Châu.

## Cuộc sống

### Gia hệ
Sinh mẫu Trinh tần Hồng thị thuộc gia tộc họ Hồng ở Nam Dương, con gái của Hồng Nhữ Khiêm, 1580, Tuyên Tổ năm thứ 13, nhập cung phong làm Tòng nhị phẩm Thục nghi. Sau thăng lên Chính nhất phẩm Tần, mất thời Nhân Tổ. Trinh Chính Ông chúa là chị gái của Khánh Xương quân,  em gái cùng cha với Quang Hải quân và Định Viễn quân (thân phụ của Triều Tiên Nhân Tổ), chị gái cùng cha với Vĩnh Xương Đại quân.

### Ông chúa
Bà sinh tại Hải Châu thuộc Hoàng Hải đạo năm 1595, trong thời kỳ chiến tranh giữa Nhật Bản và Triều Tiên còn chưa chấm dứt. Ngay từ khi còn rất bé bà đã thể hiện mình là một người thông minh, có tài. 1604, Tuyên Tổ năm thứ 37, lên mười, sắc phong Trinh Minh Ông chúa (貞正翁主). Hai năm sau hạ giá lấy Liễu Phước (柳頔), con trai của Liễu Thời Hành (柳時行), tuy nhiên hôn lễ được tạm thời dời lại ngày vì Liễu Thời Hành đã qua đời đêm trước đó và phải để tang. Nhưng sau Tuyên Tổ cũng băng hà năm 1608 cho nên hôn lễ lại được dời về năm 1610 vào thời của Quang Hải Quân. Bà là một trong số những người phản đối việc phế Đại phi Nhân Mục, chồng bà mất sớm năm 1619, không có con, chỉ nhận con của em trai tên Liễu Mệnh Toàn làm dưỡng tử. Sau khi phản chánh thành công và lên ngôi, Nhân Tổ đối xử rất tốt với bà.

### Cái chết
Trinh Minh Ông chúa mất năm 1666 vào thời Hiển Tông, thọ 72 tuổi. Hiển Tông cho dừng mọi việc chính và hỗ trợ làm tang lễ cho bà. Ngày nay mộ phần của bà nằm tại Buguk-dong, Sangnok-gu, Thành phố Ansan, Gyeonggi-do. 

## Gia quyến
Hoàng tộc Toàn Châu Lý thị (全州 李氏)
- Phụ vương: Triều Tiên Tuyên Tổ
- Thân mẫu: Trinh tần Hồng thị (貞嬪 洪氏, 1563 - 1638)
  - Vương đệ: Khánh Xương quân Lý Đan (李珘, 1596 - 1644)

Tấn Châu Liễu thị (晉州 柳氏)
- Chương phụ: Liễu Thời Hành (柳時行, 1566 -  ?)
- Chương mẫu: Hàn Sơn Lý thị (韓山 李氏), con gái của Lý Đại Hòa (李大禾)[7]
  - Phu quân: Liễu Phước (柳頔, 1595 - 1619)
    - Dưỡng tử: Liễu Mệnh Toàn (柳命全, 1628 - 1644[8])